# 15960 Hluboká
15960 Hluboká è un asteroide della fascia principale. Scoperto nel 1998, presenta un'orbita caratterizzata da un semiasse maggiore pari a 2,6901204 UA e da un'eccentricità di 0,0706557, inclinata di 22,76007° rispetto all'eclittica.